# リブネット
株式会社リブネットは三重県伊勢市に本社を置く図書館運営などを行う企業。

## 概要
三重県職員として県立高校の図書館司書を行っていた前社長が2001年（平成13年）に退職し、図書館業務の会社を設立した。2002年（平成14年）に三重県内2中学校の学校図書館の運営を受託、図書館利用増加により、2003年（平成15年）に運営受託校が三重県内72校の小中学校に増えた。
2004年（平成16年）には三重県などが出資してベンチャー企業育成を支援する「みえ新産業創造ファンド」から投資を受け、株式会社に組織変更する。
2006年（平成18年）、「四日市事務所」「東京事務所」を開設し、三重県、愛知県、東京都の3都県で148校の学校図書館の運営を受託、2007年（平成19年）からは公共図書館である明和町立図書館の指定管理者となっている。
2013年（平成25年）にはミライトホールディングス傘下の株式会社ミライトの連結子会社となった。

## 年表
- 2002年（平成14年）
  - 1月 - 有限会社として創業。
  - 4月 - 三重県多気郡の明和町立明和中学校と大台町立大台中学校の学校図書館の管理運営を受託[6]。
- 2004年（平成16年）
  - 新たに開館する白山町立うぐいす図書館（現・津市うぐいす図書館）の準備を手掛ける[7]。
  - 12月 - 株式会社となる[7]。
- 2007年（平成19年）4月 - 三重県多気郡の明和町立ふるさと会館図書館の指定管理者となる[8]。また、十日町情報館の一部業務委託を開始した[9]。
- 2010年（平成22年）- 新築された下関市立中央図書館の運営にかかわる。特別目的会社ドリームシップの一員として図書館コンサルティング業務を担当する。図書館運営は代表企業の株式会社合人社計画研究所が担当する。
- 2011年（平成23年）- PFIによるまんのう町立満濃中学校改築・町立図書館等複合施設整備事業の図書館運営事業者に「リブネット・宮脇書店共同企業体」として選定される。
- 2013年（平成25年）
  - 2月1日 - ミライトホールディングス傘下の株式会社ミライトが、株式譲受と新株引受で94.3%の株式を取得。同社の連結子会社となる[10]。
  - 4月 - 大分県教育委員会より学校図書館活用教育支援事業学校図書館機能アップ支援業務を受託し、県内の市町村への学校図書館アドバイザー業務を開始する。
  - 5月 - 三重県教育委員会より学力向上のための読書活動推進事業業務を受託する。
- 2016年（平成28年）6月13日 - 第1回日本サービス大賞地方創生大臣賞を受賞[1][11]。

## 事業所
- 本社 - 三重県伊勢市楠部町乙135番地
- 東京支店 - 東京都文京区本郷四丁目9番25号 真成館ビル2階
- 名古屋支店 - 愛知県名古屋市西区大金町五丁目6番地
- 四日市支店 - 三重県四日市市安島1丁目6-16

## 評価
日本における学校司書という市場開拓を成し遂げ、学校図書館の活性化と司書資格を持つ女性の雇用の場を創出したとして評価されており、第1回日本サービス大賞地方創生大臣賞を受賞した。学校図書館業務においては、多くの自治体で継続して同事業を受注しており、貸出冊数の増加だけでなく授業活用などの活性化も実現している。一方、公共図書館運営ではその土地柄に最適な企画を開催するなど、地域に根差した運営に定評があり、運営委託、指定管理だけでなく、開館コンサルティングなどの分野にも定評がある。